# Centropogon rufus
Centropogon rufus är en klockväxtart som beskrevs av Franz Elfried Wimmer. Centropogon rufus ingår i släktet Centropogon och familjen klockväxter. Inga underarter finns listade i Catalogue of Life.